# 1930 في العراق
فيما يلي قوائم الأحداث التي وقعت خلال عام 1930 في العراق.

## سياسة

### تعيين في المنصب
- 23 مارس – نوري السعيد رئيس وزراء العراق.

## مواليد

### يناير
- 1 يناير – زكية إسماعيل حقي قاضية وعراقية حقوقية كردية.
- 1 يناير – عبد الرزاق عبد الواحد شاعر عراقي.
- 1 يناير – منير بشير موسيقي عراقي.

### مارس
- 1 مارس – محمد كاظم القزويني

### يونيو
- 22 يونيو – سعدون حمادي سياسي عراقي.

## وفيات

### يناير
- 1 يناير – عبد الحميد عبادة (مواليد 1891) أديب ومؤرخ وكاتب ومحدث وعالم مسلم عراقي.